# Jasenevo
Jasenevo (in russo Ясенево?) è una stazione della Linea Kalužsko-Rižskaja della metropolitana di Mosca.
È stata progettata da Nikolaj Ivanovič Šumakov, G.Mun e Natalija Shurygina ed è stata aperta il 17 gennaio 1990.
Jasenevo ha colonne tonde di marmo verde e muri rivestiti di piastrelle di metallo gialle e marmo rosa.
Gli spazi oblunghi che si aprono sul soffitto alloggiano lampadari dal semplice disegno geometrico.